# 인터내셔널 9000 (COE)
인터내셔널 9000 COE(영어: International 9000 COE)는 미국의 나비스타 인터내셔널 사가 생산하는 대형 트럭으로 1981년에 인터내셔널 하베스터 트랜스타 II CO-4070 후속 모델로 출시되었다. 북아메리카의 경우 1998년에 마지막 생산을 끝으로 단종 했으나 해외의 경우 2015년까지 생산되었다.

## 세부 모델

### 1세대 (CO9600/CO9670,1981년부터1988년까지)

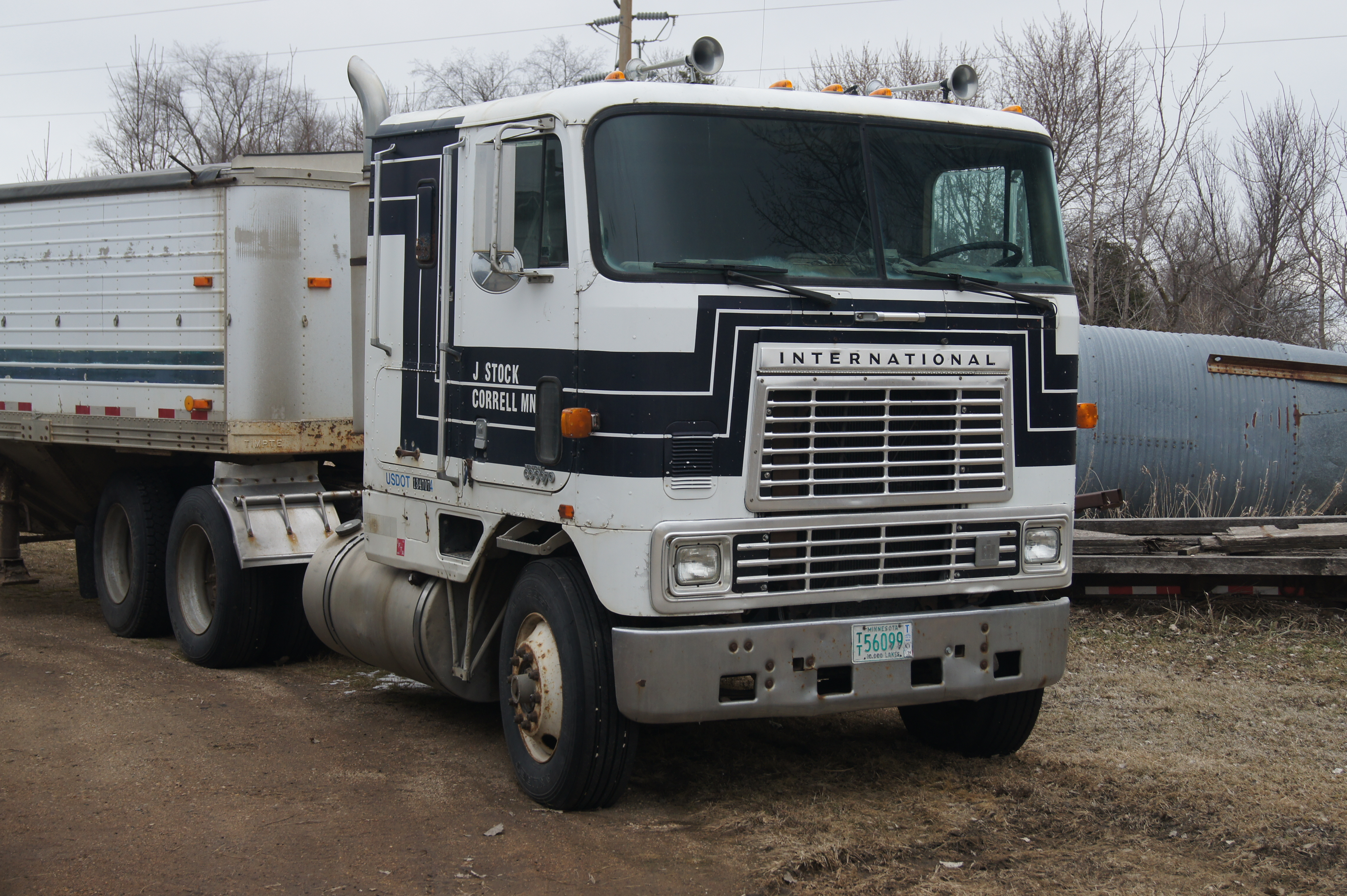
인터내셔널 CO9670 모델

1974년부터 생산했던 인터내셔널 하베스터 트랜스타 II CO-4070의 후속 모델로 1981년에 CO9670 모델로 출시되었다. CO9670 모델은 당시 생산했던 트랜스타 4300과 부품 호환이 가능했고 엔진은 커민스에서 제작된 N 시리즈 엔진을 탑재했고 최대 출력은 475마력이다. 1989년에 모델명이 인터내셔널 9600 모델로 변경되었다.

### 2세대 (9700/9800,1988년부터1998년까지)

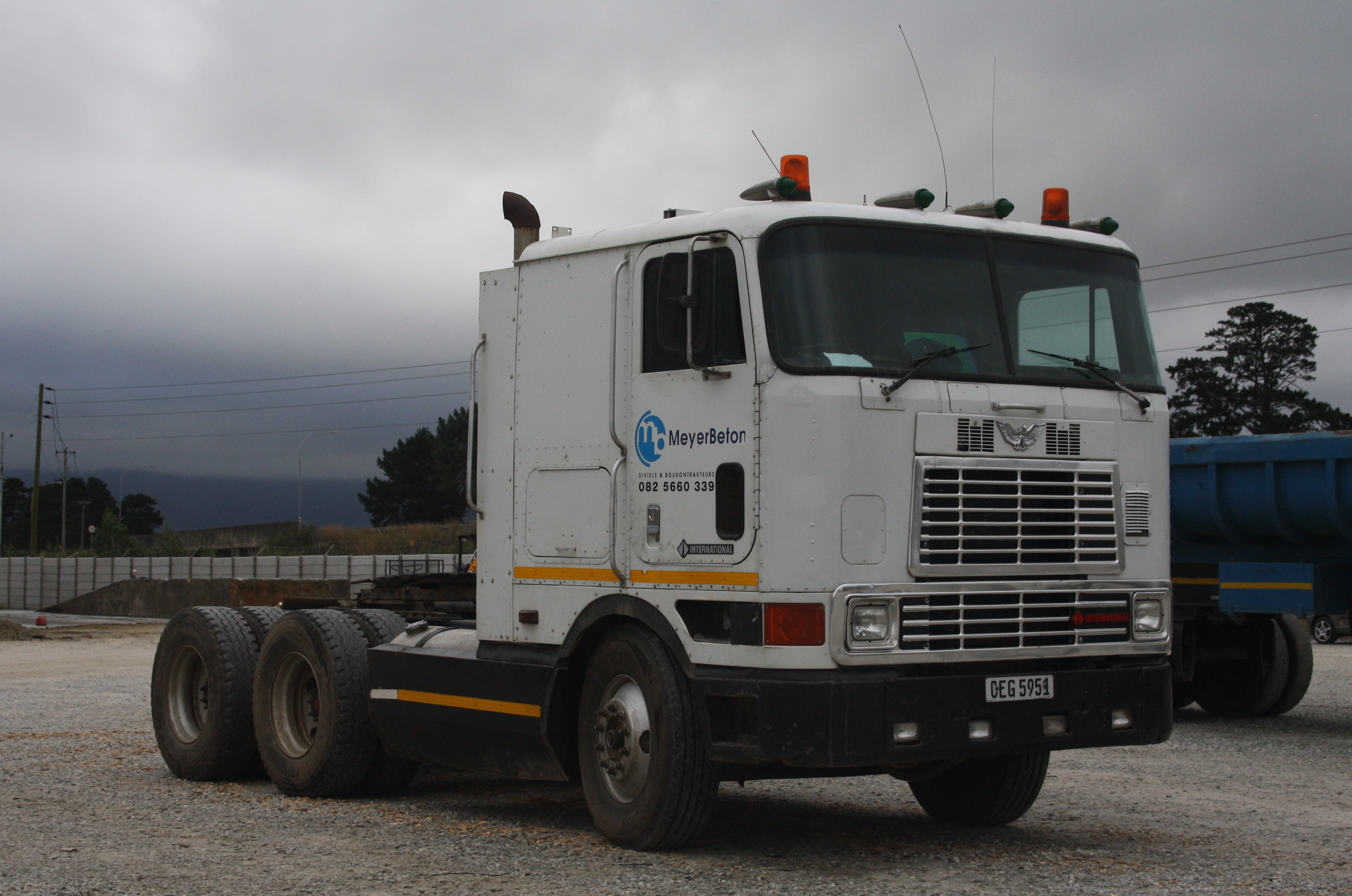
인터내셔널 9800 이글 모델

1988년에 캡오버 사양으로 출시되었고 1998년까지 북아메리카 지역에서 생산되었다.

### 3세대 (9800i,1999년부터2015년까지)

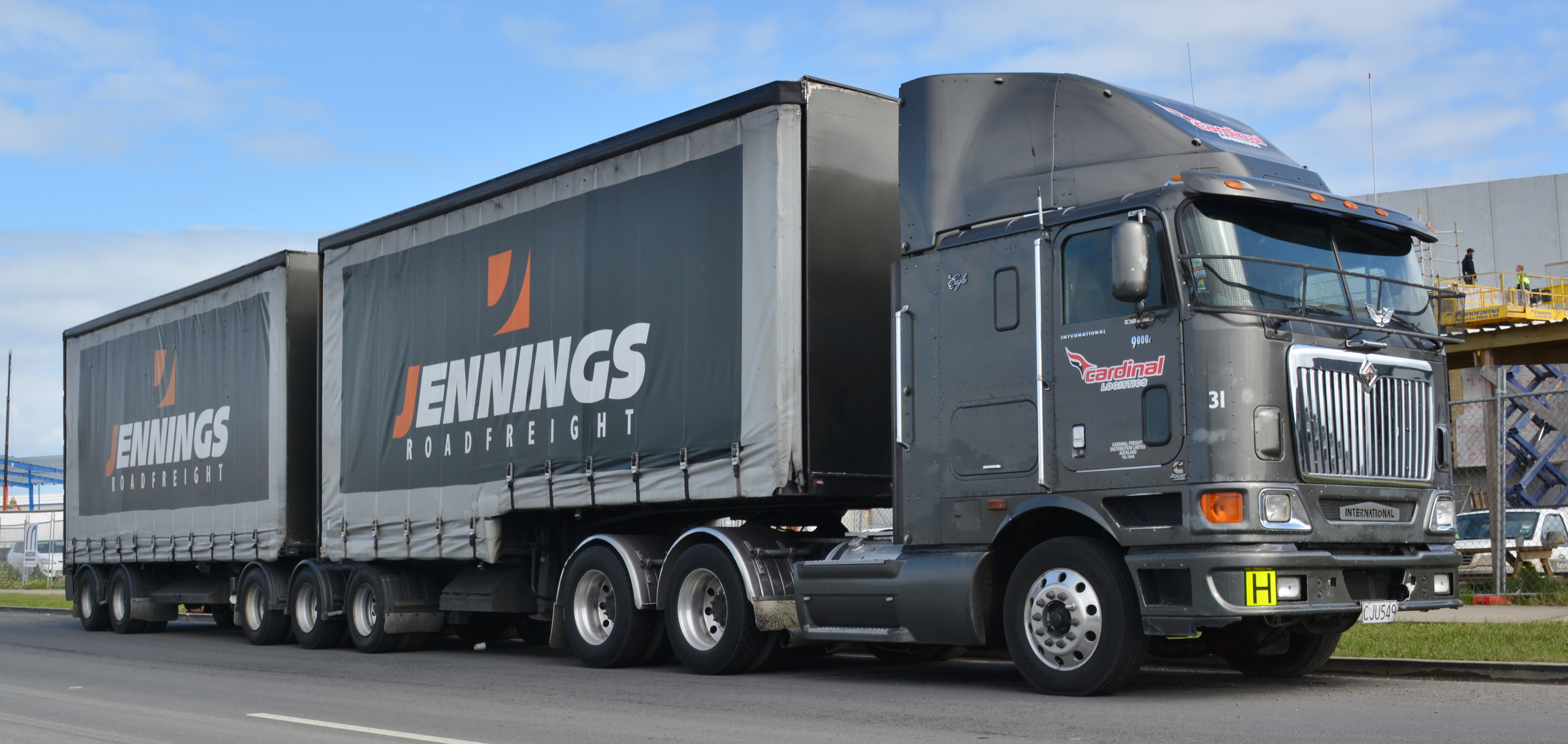
인터내셔널 9800i 이글 모델

1998년에 북아메리카 지역에서 단종된 이후 나비스타 인터내셔널은 모델 라인을 브라질로 이전해 생산이 되었다. 이후 남아메리카, 오세아니아 지역에 수출되었다. 2015년을 생산을 끝으로 9800i 모델이 단종되었다.